# Elezioni generali in Ruanda del 2024
Le elezioni generali in Ruanda del 2024 si sono tenute il 15 luglio per eleggere la Presidenza e 53 seggi su 80 della Camera dei deputati, la camera bassa del parlamento del paese.
Esse hanno visto, senza troppe sorprese (vista la natura non molto trasparente del voto), l’ampia riconferma del Presidente uscente Paul Kagame, con il 99,18% delle preferenze, e della coalizione guidata dal suo partito, il Fronte Patriottico Ruandese (FPR), che, con il 68,83% dei voti, ha ottenuto ben 37 seggi su 53 eleggibili direttamente dalla cittadinanza.

## Sistema elettorale

### Presidenziali
Per l’elezione della Presidenza, la legge elettorale ruandese prevede l’applicazione di un sistema maggioritario secco, secondo cui è dichiarato eletto il candidato che ottenga il maggior numero dei voti (Plurality).

### Parlamentari
Per l’elezione dei membri della Camera dei deputati, l’unica delle due camere del Parlamento del Ruanda eletta in parte direttamente dai cittadini, la legge elettorale ruandese prevede l’applicazione di un sistema elettorale misto. Nello specifico:
- 53 seggi sono eletti direttamente dai cittadini e determinati tramite un sistema proporzionale con soglia di sbarramento al 5%, applicato all’interno di un collegio unico nazionale e con successiva traduzione delle preferenze secondo il metodo del quoziente e dei più alti resti;

- I restanti 27 seggi, invece, non sono eletti direttamente, bensì dai consigli di interesse locali e nazionali, venendo determinati secondo il seguente schema[9]:
  - 24 seggi sono riservati alle donne, divisi tra le province del paese in base al loro peso demografico (6 provenienti dalla Provincia Orientale, Meridionale e Occidentale, 4 dalla Provincia Settentrionale e 2 dalla Provincia di Kigali);
  - 2 seggi riservati alla rappresentanza giovanile;
  - il rimanente seggio riservato alle persone con disabilità.[10][11]

## Risultati

### Elezioni presidenziali
| Paul Kagame        | Fronte Patriottico Ruandese (FPR)           | 8 822 794 | 99,18 |  |  |  |  |  |
| Frank Habineza     | Partito Democratico Verde del Ruanda (PDVR) | 44 479    | 0,50  |  |  |  |  |  |
| Philippe Mpayimana | Indipendente (IND)                          | 28 466    | 0,32  |  |  |  |  |  |
| Totale             | Totale                                      | 8 895 739 | 100   |  |  |  |  |  |
|                    |                                             |           |       |  |  |  |  |  |
| Voti non validi    | Voti non validi                             | 12 137    | 0,14  |  |  |  |  |  |
| Votanti            | Votanti                                     | 8 907 876 | 98,20 |  |  |  |  |  |
| Elettori           | Elettori                                    | 9 071 157 |       |  |  |  |  |  |

### Elezioni parlamentari
| Coalizione Fronte Patriottico Ruandese (C-FPR) | 6 126 433 | 68,83 | 37 |  |  |  |
| Partito Liberale (PL)                          | 770 896   | 8,66  | 5  |  |  |  |
| Partito Socialdemocratico (PSD)                | 767 143   | 8,62  | 5  |  |  |  |
| Partito Democratico Ideale (PDI)               | 410 513   | 4,61  | 2  |  |  |  |
| Partito Verde Democratico del Ruanda (PVDR)    | 405 893   | 4,56  | 2  |  |  |  |
| Partito Sociale Imberakuri (PSI)               | 401 524   | 4,51  | 2  |  |  |  |
| Indipendenti (IND)                             | 19 051    | 0,21  | –  |  |  |  |
| Totale                                         | 8 901 453 | 100   | 53 |  |  |  |
|                                                |           |       |    |  |  |  |
| Voti non validi                                | 6 423     | 0,07  |    |  |  |  |
| Votanti                                        | 8 907 876 | 98,20 |    |  |  |  |
| Elettori                                       | 9 071 157 |       |    |  |  |  |